# Eumonocentrus spiniformis
Eumonocentrus spiniformis är en insektsart som beskrevs av Boulard 1979. Eumonocentrus spiniformis ingår i släktet Eumonocentrus och familjen hornstritar. Inga underarter finns listade i Catalogue of Life.